# Кориосолити
Кориосолитите (на латински: Coriosilitæ; Coriosolites; Curiosolitae) са галско племе в Арморика (Бретания, днес Бретан), в Галия (Келтика).
Юлий Цезар ги споменава заедно с венетите, венелите, озисмите и лексовиите.
През 57 пр.н.е. легатът на Цезар Публий Лициний Крас, командир на VII легион, ги побеждава. През 56 пр.н.е. те са разгромени от легат Квинт Титурий Сабин.